# Liste der Biografien/Beci
Liste der Biografien |
Portal Biografien |
Personensuche
# |
A |
B |
C |
D |
E |
F |
G |
H |
I |
J |
K |
L |
M |
N |
O |
P |
Q |
R |
S |
T |
U |
V |
W |
X |
Y |
Z |
?
 
Ba |
Be |
Bd |
Bg |
Bh |
Bi |
Bj |
Bl |
Bm |
Bn |
Bo |
Br |
Bs |
Bu |
Bw |
By |
Bz
 
Bea–Beb |
Bec |
Bed |
Bee |
Bef |
Beg |
Beh |
Bei |
Bej |
Bek |
Bel |
Bem |
Ben |
Beo |
Bep |
Beq |
Ber |
Bes |
Bet |
Beu |
Bev |
Bew |
Bex |
Bey |
Bez
 
Beca |
Becc |
Bece |
Bech |
Beci |
Beck |
Becl |
Becm |
Becn |
Beco |
Becq |
Becr |
Becs |
Bect |
Becu |
Becv |
Becz
Die Liste der Biografien führt alle Personen auf, die in der deutschsprachigen Wikipedia einen Artikel haben. Dieses ist eine Teilliste mit 10 Einträgen von Personen, deren Namen mit den Buchstaben „Beci“ beginnt.

## Beci
- Beci, Veronika (* 1966), deutsche Musikwissenschaftlerin und Sachbuchautorin

### Becic
- Bečić, Aleksa (* 1987), montenegrinischer Politiker, Parlamentspräsident und stellvertretender Ministerpräsident
- Becić, Vladimir (1886–1954), jugoslawischer Maler
- Becica, Albano (* 1985), argentinischer Fußballspieler

### Becir
- Bećiraj, Fatos (* 1988), montenegrinischer Fußballspieler
- Bećirbegović, Enis (* 1976), bosnischer Skirennläufer
- Bećiri, Kristian (* 1994), kroatischer Handballspieler
- Bećirović, Denis (* 1975), bosnischer Historiker und PolitikerDenis Bećirović (* 1975)

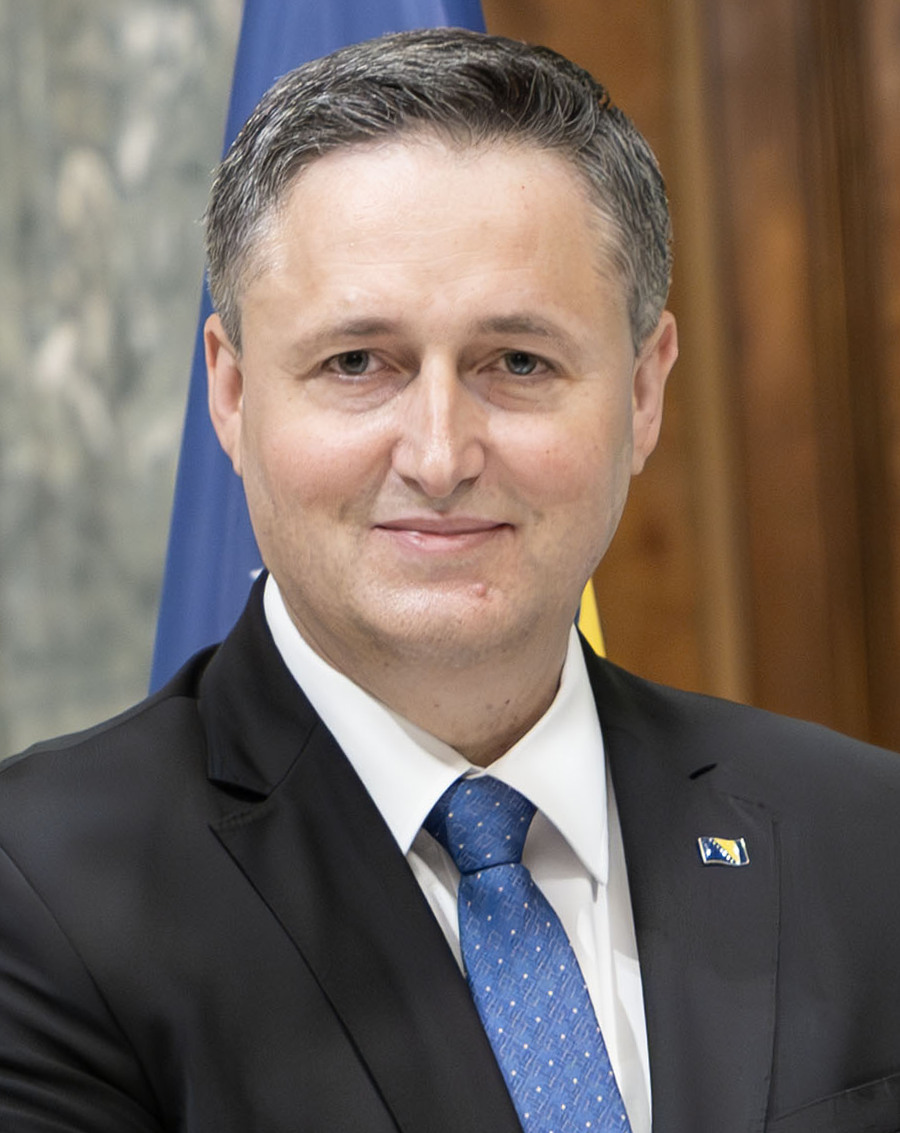
Denis Bećirović (* 1975)

- Becirovic, Mirnes (* 1989), österreichischer Fußballspieler
- Bečirovič, Sani (* 1981), slowenischer Basketballspieler und -trainer